# 広島国税局
広島国税局（ひろしまこくぜいきょく）は、広島県広島市中区にある国税庁の地方支分部局で、鳥取県、島根県、岡山県、広島県、山口県の中国地方5県を管轄している。

## 組織
- 局長
  - 総務部
    - 部次長、総務課、人事第一課、人事第二課、会計課、企画課、厚生課、事務管理課、税務相談室、国税広報広聴室、税理士監理官、営繕監理官

  - 課税第一部
    - 部次長、課税総括課、個人課税課、資産課税課、資料調査課、国税訟務官室、審理官、資産評価官

  - 課税第二部
    - 部次長・酒類監理官、法人課税課、消費税課、資料調査課、酒税課、鑑定官室、酒類業調整官

  - 徴収部
    - 部長、管理運営課、徴収課、国税訟務官、特別国税徴収官、特別整理第一部門〜特別整理第三部門

  - 調査査察部
    - 部次長、調査管理課、特別国税調査官、調査第一部門〜調査第五部門、査察管理課、特別国税査察官、査察第一部門〜査察第四部門
- 税務署（50署）

### 歴代広島国税局長
広島国税局長は東京国税局長と大阪国税局長以外の国税局長（札幌、仙台、関東信越、名古屋、金沢、高松、福岡、熊本）とともに政令で規定される指定職2号の役職である。財務省主税局参事官、財務省外局である国税庁部長（課税、徴収、調査査察）、税務大学校副校長と同様である。
| 氏名        | 出身校          | 在任期間    | 前職                                      | 後職                                           |
| ----------- | --------------- | ----------- | ----------------------------------------- | ---------------------------------------------- |
| 小部 春美   | 東京大学 法     | 2013年7月 - | 国税庁長官官房会計課長                    | 財務省大臣官房審議官                           |
| 大西 淳也   | 東京大学 法     | 2014年7月 - | 内閣情報調査室内閣参事官                  | 財務総合政策研究所副所長                       |
| 志村 仁     | 東京大学 法     | 2015年7月 - | 地方公共団体金融機構理事                  | 都市再生機構理事                               |
| 鑓水 洋     | 東京大学 法     | 2016年7月 - | 主税局総務課長                            | 内閣官房内閣審議官                             |
| 重藤 哲郎   | 京都大学 経済   | 2017年7月 - | 財務総合政策研究所副所長 大臣官房地方課長 | 国税庁課税部長                                 |
| 松浦 克巳   | 東京大学 法     | 2018年7月 - | 東北財務局長                              | 国税庁調査査察部長                             |
| 槇原 耕太郎 | 東京学芸大学 教 | 2019年7月 - | 国税庁課税部課税総括課長                  | 国税庁徴収部長                                 |
| 清水 雄策   | 東京大学 法     | 2020年7月-  | 国税庁長官官房会計課長                    | 財務省大臣官房付 →カジノ管理委員会総務企画部長 |
| 永田 寛幸   | 一橋大学        | 2021年6月 - | 国税庁長官官房企画課長                    |                                                |

#### 歴代広島国税局総務部長
| 氏名        | 在任期間   | 前職                             | 後職                 |
| ----------- | ---------- | -------------------------------- | -------------------- |
| 齋川 浩司   | 2017年7月- | 国税庁長官官房総務課調整室長     | 名古屋国税局総務部長 |
| 中宇根 幹夫 | 2018年7月- | 国家公務員共済組合連合会経理部長 |                      |
| 平井 美佳   | 2019年7月- | 関東信越国税局課税第一部長       |                      |

税務職員採用試験は高等学校学習指導要領においてあらかじめ簿記会計学を修得している商業高等学校卒業者等を採用している。国税専門官採用実績大学は旧帝国大学早慶（大蔵国税三田会）等を幅広く採用している。租税教育については商業高等学校生徒等を対象に租税教室や職場体験（インターンシップ）を行っている。

## 管内税務署

### 鳥取県
- 鳥取税務署（鳥取市）
- 米子税務署（米子市）
- 倉吉税務署（倉吉市）

### 島根県
- 松江税務署（松江市）
- 浜田税務署（浜田市）
- 出雲税務署（出雲市）
- 益田税務署（益田市）
- 石見大田税務署（大田市）
- 大東税務署（雲南市）
- 西郷税務署（隠岐郡隠岐の島町）

### 岡山県
- 岡山東税務署（岡山市北区）
- 岡山西税務署（岡山市北区）
- 西大寺税務署（岡山市東区）
- 児島税務署（倉敷市）
- 倉敷税務署（倉敷市）
- 玉島税務署（倉敷市）
- 津山税務署（津山市）
- 玉野税務署（玉野市）
- 笠岡税務署（笠岡市）
- 高梁税務署（高梁市）
- 新見税務署（新見市）
- 瀬戸税務署（岡山市東区）
- 久世税務署（真庭市）

### 広島県
- 広島東税務署（広島市中区）
- 広島南税務署（広島市南区）
- 広島西税務署（広島市西区）
- 広島北税務署（広島市安佐北区）
- 呉税務署（呉市）
- 竹原税務署（竹原市）
- 三原税務署（三原市）
- 尾道税務署（尾道市）
- 福山税務署（福山市）
- 府中税務署（府中市）
- 三次税務署（三次市）
- 庄原税務署（庄原市）
- 西条税務署（東広島市）
- 廿日市税務署（廿日市市）
- 海田税務署（安芸郡海田町）
- 吉田税務署（安芸高田市）

### 山口県
- 下関税務署（下関市）
- 宇部税務署（宇部市）
- 山口税務署（山口市）
- 萩税務署（萩市）
- 徳山税務署（周南市）
- 防府税務署（防府市）
- 岩国税務署（岩国市）
- 光税務署（光市）
- 長門税務署（長門市）
- 柳井税務署（柳井市）
- 厚狭税務署（山陽小野田市）

## その他
- 2013年7月、日本初の女性国税局長に小部春美が就任した。
- 広島国税局は、全国商工団体連合会（民商）との間で、倉敷民商弾圧事件（2014年1月以来）について法廷対決している[2][3]。